# Amaranthe
«Amaranthe» (амарант або амаранф; в оригінальній вимові останній звук — приголосний [θ]) — шведсько-данський метал-гурт, заснований Джейком Е. Люндбергом у 2008 році.

## Історія
Спочатку колектив називався «Avalanche», однак, у травні 2009 року гурт був змушений змінити свою назву, щоб уникнути проблем пов'язаних з авторськими правами. Під новою назвою гурт дебютував, випустивши у 2009 році перший демоальбом «Leave Everything Behind».
Влітку 2010 гурт уклав угоду з лейблом «Spinefarm Records» на видання дебютного альбому. Перед виходом дебютного альбому вийшов сингл «Hunger», на який гурт, разом з режисером Патріком Уллаеусом з «Revolver Film Company» зняла відеокліп.
Дебютний альбом гурту під назвою «Amaranthe» вийшов у квітні 2011 року. На композицію «Amaranthine», з цього альбому, був знятий другий відеокліп гурту.
Після успішного дебютного альбому, гурт випустив сингл під назвою «Rain», а також підготувала спеціальну версію альбому «Amaranthe», куди увійшли два бонус-треки, відеокліпи, а також відео з виступів і відеощоденники запису альбому. Також гурт випустив ще один сингл — «Amaranthine», записавши акустичну версію однойменної пісні.
Вокалістка Еліз Рюд брала участь у європейському турне гурту «Kamelot» влітку 2010 року, а також у січні 2012 року спільно з проєктом «Dreamstate» записала композицію «Evolution».

### 2013
У 2013 році гурт випустив альбом «The Nexus». У жовтні 2013 року гурт покинув хард-вокаліст Solveström, якого замінив Хенрік Енглунд Вільгельмссон (Scarpoint). Третій альбом гурту, Massive Addictive, вийшов 21 жовтня 2014 року. Спеціальна компіляція Breaking Point — B-sides 2011—2015 вийшла 30 жовтня 2015 року. Вона складається з бісайдів і бонус-треків з кар'єри Amaranthe. Їхній четвертий альбом, Maximalism, вийшов 21 жовтня 2016 року.

### 2016

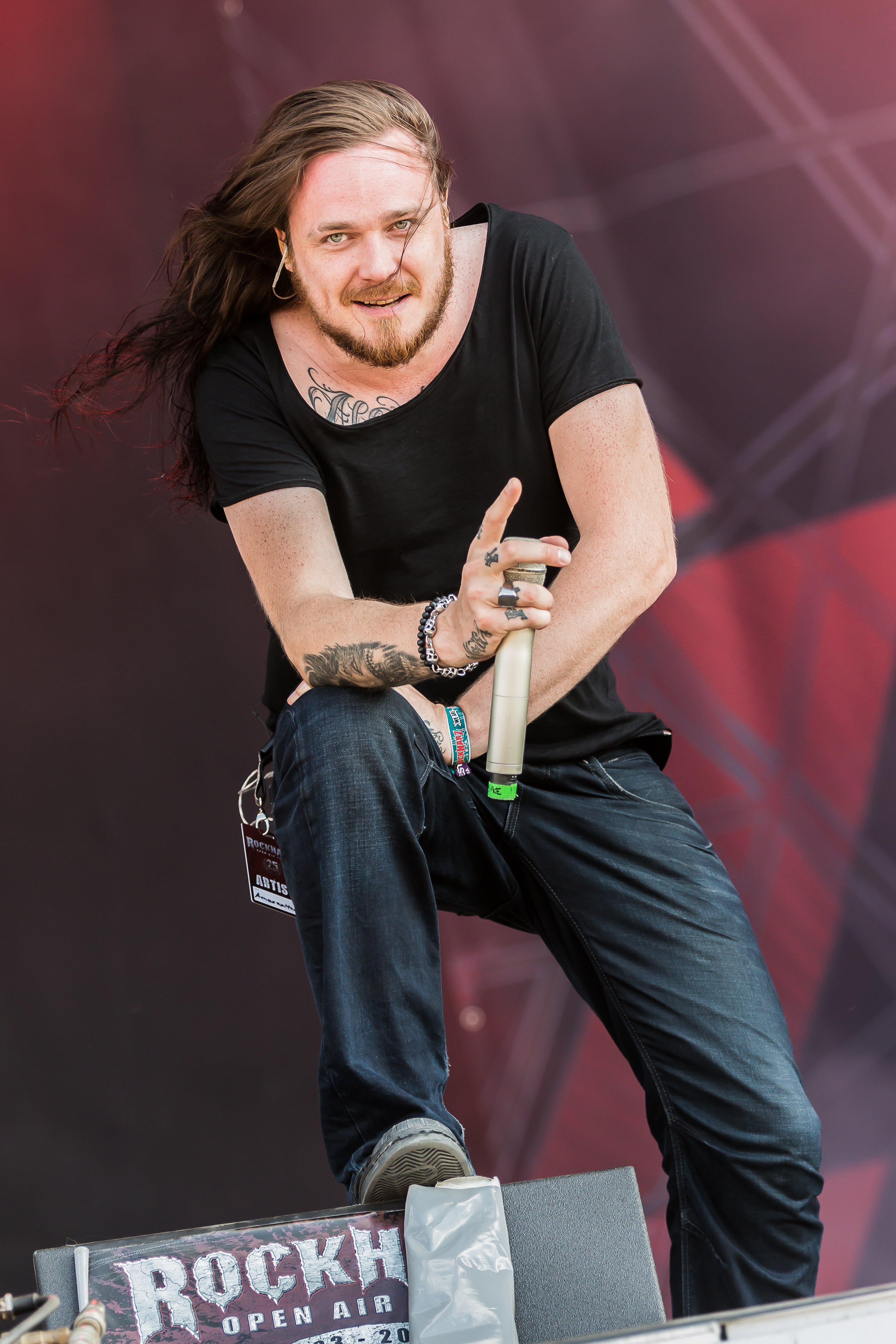
Генрік Енглунд Вільгельмссон 2018 рік

У листопаді 2016 року вокаліст Джейк І (Jake E) оголосив, що бере перерву в роботі гурту. У лютому 2017 року гурт підтвердив, що він йде назавжди. У березні 2017 року він приєднався до гурту Cyhra. У липні 2017 року Amaranthe заявили на своїй сторінці у Facebook, що Нільс Молін з Dynazty приєднається до гурту в якості постійного вокаліста, замінивши Джейка І на гастрольних турах.

### 2018
10 серпня 2018 року гурт випустив свій новий сингл «365» з нового альбому Helix, який вийшов 19 жовтня. Тоді ж вони написали і виконали пісню-тему до титрів спеціального випуску мультику 12 oz. Mouse «INVICTUS».

### 2019
16 жовтня 2019 року гурт оголосив про підписання контракту з лейблом Nuclear Blast Records.

### 2020
3 січня 2020 року гурт випустив свою версію пісні Sabaton «82nd All the Way», взяту зі студійного альбому Sabaton 2019 року «The Great War».
13 лютого 2020 року гурт випустив сингл «Do or Die», в якому взяли участь колишня вокалістка гурту Arch Enemy — Ангела Госов (Angela Gossow) з гроулінг-вокалом і гітарист Arch Enemy Джефф Луміс (Jeff Loomis) з гітарним соло. Офіційний кліп, знятий в Іспанії, вийшов наступного дня. В описі до відео лейбл гурту Nuclear Blast оголосив, що шостий студійний альбом вийде у вересні 2020 року.
5 березня 2020 року гурт випустив кліп на пісню «Endlessly» з альбому Maximalism. Відео було знято режисером, знято і змонтовано Богданом Думінчуком і фактично є документацією трансильванського весілля між гітаристом Олофом Мьорком і його дружиною Кетеліною Попа (флейтисткою німецького симфо-метал-гурту Haggard), яке відбулося 19 липня 2019 року в Sungarden, Клуж-Напока, Румунія.

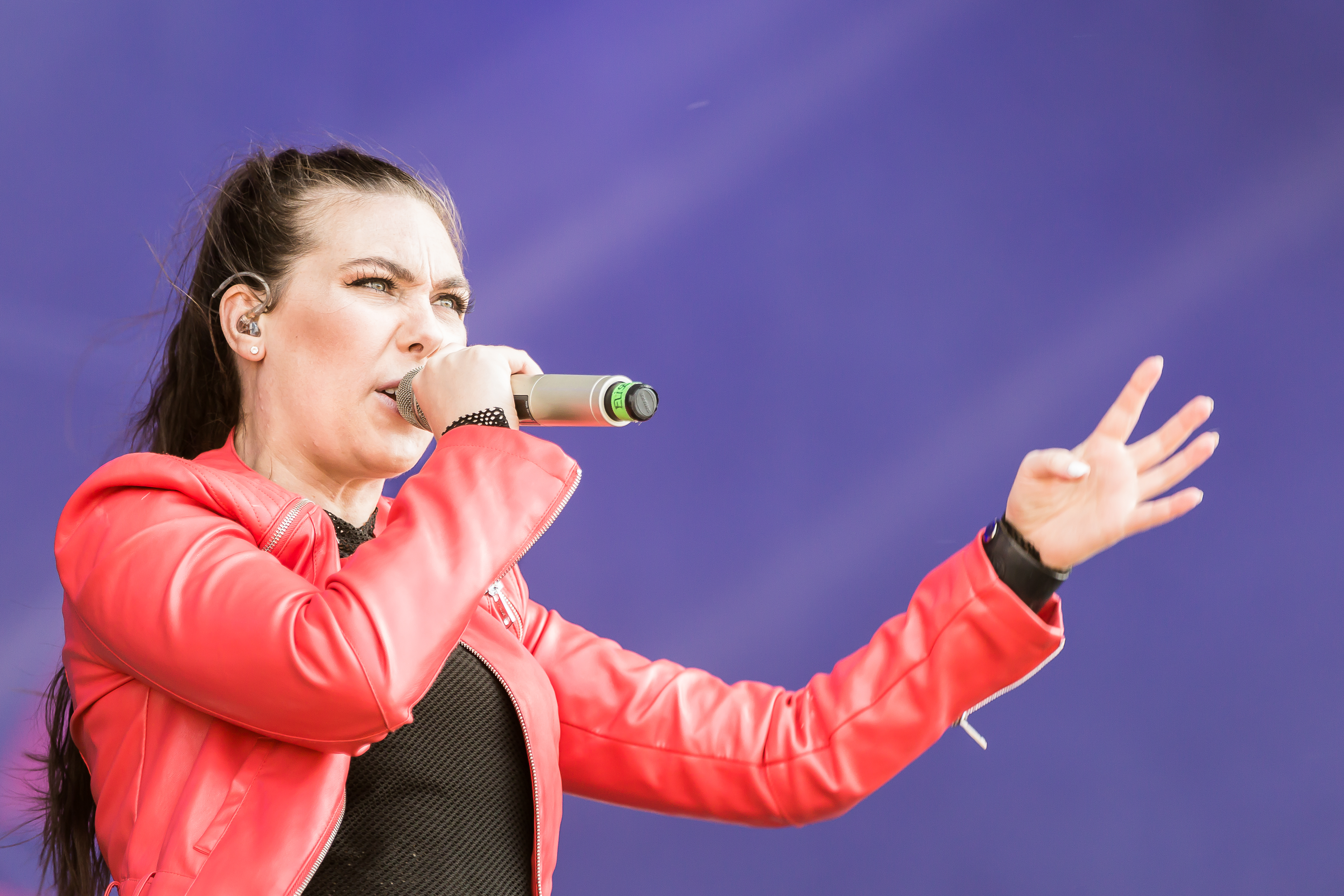
Еліз Рюд 2018

Amaranthe випустили шостий студійний альбом під назвою «Manifest». 2 жовтня 2020 року Перший сингл «Viral» вийшов 26 червня 2020 р., другий сингл «Strong» — 14 серпня 2020 р., а третій сингл «Archangel» — 18 вересня 2020 р.

### 2021
У грудні 2021 року Amaranthe випустила сингл під назвою «PvP». Трек був написаний як офіційний гімн шведської збірної з кіберспорту на чемпіонаті світу з кіберспорту. Сингл супроводжувався музичним відео та браузерною грою, розміщеною на сайті гурту.

### 2022
8 червня 2022 року Генрік «GG6» Енглунд Вільгельмссон оголосив про свій вихід з гурту, заявивши, що хоче проводити більше часу зі своєю сім'єю і з роками почав не любити гастролі. Він також сказав, що планує випустити сольний матеріал у найближчому майбутньому. Гурт оголосив, що на літніх концертах того року до них приєднаються два спеціальні гості, які замінять його на сцені.

### 2023
27 червня 2023 року Amaranthe випустили відео на новий сингл «Damnation Flame», в якому розкрили особистість свого нового хард-вокаліста Мікаеля Селіна. Пізніше гурт анонсував свій сьомий студійний альбом «The Catalyst», реліз якого заплановано на 23 лютого 2024 року.
26 вересня гурт представив третій сингл "Insatiable". 16 листопада відбулася прем'єра четвертого синглу "Outer Dimensions". 

### 2024
11 січня 2024 року Amaranthe випустили п'ятий сингл "Re-Vision"  з альбому «The Catalyst», який вийде 23 лютого.
23 лютого гурт випустив альбом (сьомий за рахунком) та кліп на пісню "The Catalyst". 

## Склад
Теперішній склад
- Еліз Рюд — жіночий вокал
- Майкл Селін — гроулінг (з 2023 року)
- Нілс Молін — чоловічий чистий вокал (з 2017 року)
- Олоф Мьорк — гітара, клавішні
- Мортен Лове Сорен — ударні
- Йоган Андреассен — бас-гітара

Колишні учасники
- Генрік Вільгельмссон (Henrik «GG6» Englund Wilhelmsson) — гроулінг (2013—2022)
- Джейк І. Лундберг (Joacim «Jake E» Lundberg) — чоловічий вокал (2008—2016)
- Андреас Сольвестром (Andreas Solveström) — гроулінг (2008—2013)

## Дискографія

### Альбоми
- 2009 — «Leave Everything Behind» (демоальбом)
- 2011 — «Amaranthe»
- 2013 — «The Nexus»
- 2014 — «Massive Addictive»
- 2016 — «Maximalism»
- 2018 — «Helix»
- 2020 — «Manifest»
- 2024 — «The Catalyst»

### Сингли
- 2011 — «Hunger»
- 2011 — «Rain»
- 2011 — «Amaranthine»
- 2012 — «1.000.000 Lightyears»
- 2013 — «The Nexus»
- 2013 — «Burn With Me»
- 2016 — «That Song»

## Відеографія
Відеокліпи
- Hunger [Архівовано 18 серпня 2017 у Wayback Machine.] (2011)
- Amaranthine [Архівовано 16 жовтня 2017 у Wayback Machine.] (2011)
- 1.000.000 Lightyears [Архівовано 13 вересня 2016 у Wayback Machine.] (2012)
- The Nexus [Архівовано 22 вересня 2017 у Wayback Machine.] (2013)
- Burn With Me [Архівовано 2 квітня 2017 у Wayback Machine.] (2013)
- Invincible [Архівовано 18 серпня 2017 у Wayback Machine.] (2013)
- Drop Dead Cynical [Архівовано 6 жовтня 2017 у Wayback Machine.] (2014)
- Digital World [Архівовано 22 вересня 2017 у Wayback Machine.] (2015)
- True [Архівовано 15 травня 2017 у Wayback Machine.] (2015)
- That Song [Архівовано 13 жовтня 2017 у Wayback Machine.] (2016)
- Boomerang [Архівовано 18 вересня 2017 у Wayback Machine.] (2017)
- Maximize [Архівовано 28 вересня 2017 у Wayback Machine.] (2017)
- 365 [Архівовано 5 грудня 2018 у Wayback Machine.] (2018)
- Countdown [Архівовано 23 грудня 2018 у Wayback Machine.] (2018)